# Bavayia nubila
Bavayia nubila — вид геконоподібних ящірок родини диплодактилідів (Diplodactylidae). Ендемік Нової Каледонії. Описаний у 2022 році. 

## Поширення і екологія
Bavayia nubila мешкають у Південній провінції на острові Нова Каледонія, де спостерігалися на схилах гір Вулкаїн, Уїн і Дзумак. Вони живуть в тропічних лісах, на висоті від 540 до 950 м над рівнем моря.